# Alfred Leclerc
Charles Alfred Leclerc, né en 1843 et mort en 1915, est un architecte français.
Premier grand prix de Rome en 1868, il est architecte en chef du château de Versailles entre 1881 et 1887.

## Biographie
Après des études à l'école des Beaux-Arts, Alfred Leclerc concourt pour le prix de Rome en 1868. Son sujet est un calvaire comprenant une scala santa et un chemin de croix, programme jugé « particulièrement anachronique par certains ». Il emporte le premier grand prix, récompense qui lui permet d'être admis comme pensionnaire à la villa Médicis de 1869 à 1872. Durant ce séjour, il réalise à Rome de nombreux travaux et relevés de sites antiques, notamment les plans et élévations (encore fréquemment reproduits) des thermes de Titus élevés sur les ruines de la Domus aurea.
Ses envois sont toutefois discutés par les professionnels de l'architecture, ceux-ci soulignant sa « hardiesse », son « talent », mais aussi sa jeunesse et son « goût douteux ». En 1870, Le Moniteur des architectes souligne perfidement qu'attendre encore quelques années pour envoyer Alfred Leclerc à Rome « aurait mieux valu pour ses travaux, son talent et pour le public ».
De retour en France, Alfred Leclerc, bien introduit dans les milieux officiels, s'impose dans la construction de nombreux bâtiments publics. En 1878, il emporte grâce à ses appuis le contrat d'aménagement du Capitole de Toulouse : le marché lui est directement confié par Paris pour clore cinquante années de tergiversations toulousaines et deux concours (1840 et 1844) auxquels la municipalité n'avait jamais donné suite. Entre 1879 et 1883, il est envoyé édifier son plus important bâtiment — de nos jours, son œuvre la plus souvent citée — l'hôtel de ville de Limoges, vaste édifice dans le goût néorenaissance, avec campanile et façade décorée de médaillons en mosaïque représentant des limousins célèbres.
Illustration de l'architecte prolifique et officiel des débuts de la Troisième République, Alfred Leclerc finit par être considéré comme un architecte « sérieux », à l'instar des Dubuisson, Abadie ou Guérinot.  En 1881, il est nommé architecte en chef du château de Versailles. Charles Gosselin, conservateur en chef à partir de 1882, ne lui crée aucun obstacle dans la mesure où il se désintéresse de Versailles qu'il considère comme « un exil ». Leclerc ne reste que six ans en place, suffisamment pour effectuer des travaux sérieux. Pierre de Nolhac cite notamment son important travail sur le bassin de Neptune, ses canalisations de plomb et les réparations des vases et coquilles. Au demeurant, Nolhac parle de « reconstruction » du bassin (le chantier n'est terminé qu'en 1889, après le départ de Leclerc).
Alfred Leclerc est ensuite nommé architecte du domaine de Saint-Cloud, incendié en 1870 et, en fin de compte, totalement dépecé et détruit sous son exercice, en 1892.
Il meurt en 1915 à l'âge de 72 ans.